# Pellegrinaggi africani
Un pellegrinaggio è un viaggio compiuto per devozione, ricerca spirituale o penitenza verso un luogo considerato sacro. 

## Pellegrinaggio a Lalibela, Etiopia
Lalibela è una città nel nord dell'Etiopia. Nel XII secolo vi si impiantò una nuova dinastia, non salomonide, che regnò fino al 1270. Il più celebre dei suo re fu Lalibela, costruttore di chiese che fondò la località omonima. Oasi cristiana dell'Africa, l'Etiopia fu separata dalla Chiesa cattolica fin dal concilio di Calcedonia nel 451 che non fu seguito dalla Chiesa Etiopica che mantenne l'Ortodossia, cioè il miafisismo (da non confondere con il monofisismo) cioè l'idea biblica che in Cristo ci sia una sola natura, divina e umana, essendo Egli una sola Persona della Trinità; una sola natura infatti costituisce una persona, due nature invece costituiscono due persone. Con il concilio di Calcedonia, invece, il credo cattolico introdusse la novità della concezione delle due nature di Cristo.

L'Etiopia si era convertita al Cristianesimo nel 333 ed era restata per tre secoli in buoni rapporti con Alessandria. Nel 640 l'Egitto fu conquistato dai musulmani, l'Etiopia rimase alquanto isolata rispetto al restante mondo cristiano. Il re Lalibela ordinò, dopo una visione ispiratrice, di scolpire dieci chiese scavandole nella viva roccia della montagna.

Ancora oggi questi luoghi sacri sono divenuti la "Gerusalemme d'Africa" e i credenti vi si recano in pellegrinaggio, giungendo anche da distanze enormi. Lalibela infatti è una delle città più sacre ed è la meta di molti pellegrinaggi. Secondo un vecchio manoscritto, databile forse a due secoli fa, Dio incitò Lalibela a costruire le chiese e, quando di notte gli operai vi riposavano, inviava angeli a continuare tutti i lavori al posto degli operai.
Tali chiese monolitiche, conosciute in tutto il mondo, giocano un ruolo primario nell'architettura sacra africana. Esse sono dodici nel complesso. Il gruppo a nord è costituito da: Bete Medhane Alem, Bete Maryam, Bete Golgotha, la cappella di Selassiè e la tomba di Adamo. A ovest c'è Bete Giyorgis. A est si trovano: Bete Amanuel, Bete Merkorios, Bete Abba Libanos e BeteGabriel-Rufael. Appena al di fuori de complesso ci sono altri due monasteri dedicati a Maria e a Gesù. L'architettura delle chiese di Lalibela si ispira a diverse culture: alcuni elementi delle finestre ricordano influssi greci, bizantini e latini, portati in Etiopia dai cristiani d'Egitto che fuggivano alle persecuzioni dell'islam. Altri elementi sembrano rivelare influenze persiane e persino dell'arte cinese e questo è plausibile poiché, anche se l'Etiopia rimase tagliata fuori dal resto del mondo cristiano, continuava ad avere rapporti economici e commerciali con il Medio Oriente il quale, a sua volta, commerciava con l'Estremo Oriente.

## Pellegrinaggi “misti” in Maghreb
In tutto il Maghreb esistono santuari che si potrebbero definire “ambigui” in quanto rappresentano spazi di commistione, dialogo e interpenetrazione tra differenti universi culturali. In Marocco esistono forme sincretiche di culti giudeo-musulmani che venerano santi indifferentemente provenienti dall'una e dall'altra tradizione religiosa. Tali culti potrebbero essere ripartiti in tre categorie: santi ebrei venerati ugualmente da musulmani, santi rivendicati sia da ebrei sia da islamici e santi musulmani adorati anche da ebrei. 
Anche in Algeria esistono molti casi in cui sono attestate forme cultuali “miste”, ad esempio tal fenomeno è ben osservabile presso santuari cristiani come Nostra Signora d'Africa, ad Algeri, ritenuto sacro dai cristiani, ma quotidianamente frequentato da fedeli musulmani dal XIX secolo. Sin dalla sua comparsa il santuario ha giocato un ruolo decisivo non solo nella diffusione dei valori e simboli cristiani, ma anche nella costruzione dello stato coloniale francese. Oggi chiese e santuari costruiti in città, ma anche cappelle erette in villaggi rurali sono state attrazione per molti fedeli indifferentemente da quale professione di fede provenissero, tanto che musulmani si sono appropriati di simboli giudeo-cristiani e viceversa.  Ad esempio il culto e la venerazione che gli islamici hanno per la Vergine è molto sentito nei paesi dell'Africa del nord, resistendo alle guerre d'indipendenza, al fondamentalismo musulmano e alle guerre civili recenti. 
Nostra Signora d'Africa rimane uno dei santuari più importanti frequentati anche da musulmani, tanto che le visite sono stimate a un centinaio di persone al giorno, di cui solo il 2 o 3% è cristiano. I fedeli islamici rivolgono preghiere alla Madonna domandando grazie di diversa natura (di solito per placare sofferenze, malattie e chiedere fertilità) in particolare giovani coppie che fanno doni e offerte (soldi, fiori, dolci) e spesso si confessano con preti e religiosi della basilica. 
In Tunisia, negli spazi sacri dei santuari avvengono ancora interconnessioni religiose e appropriazioni di senso e simboli appartenenti ad altre fedi tanto che Sidi Mahrez, il santo patrono della nazione, è venerato tanto da musulmani quanto da ebrei in un'atmosfera interreligiosa non sempre pacifica, ma comunque costituita da scambi e relazioni di lunga durata.

## Egitto: pellegrinaggio al Monte Sinai e altri
Il Monte Sinai, anche conosciuto come Monte Horeb, Monte Musa, Gebel Musa o Jabal Musa (montagna di Mosè) dai beduini, è il nome della montagna sacra, meta di pellegrinaggi, situata nella penisola di Sinai. Alta 2285 m, ci sono due strade principali per raggiungere la cima e una sola di esse può essere percorso in notturna a piedi o su un cammello. La via più lunga e meno frequentata detta Siket El Bashait porta alla cima in circa due ore e mezza. La seconda via più diretta, Siket Sayidna Musa, percorre i “passi della penitenza” e non può essere percorsa di notte. 
Sulla cima del monte c'è una Moschea e una cappella greco-ortodossa (costruita nel 1934 sulle rovine di una chiesa del sedicesimo secolo) la quale si suppone racchiuda la pietra su cui Dio scrisse le Tavole della Legge. Sulla cima c'è inoltre la caverna di Mosè in cui si crede abbia atteso prima di ricevere la rivelazione dei Dieci Comandamenti. Accanto alla grotta coabitano un santuario e una moschea e iscrizioni di diverse lingue e racconti di viaggio provano che tale sito è stato meta di pellegrinaggio da parte di musulmani e cristiani sin dal Medioevo. Ai piedi del monte anche il monastero di Santa Caterina è “ambiguo” poiché al suo interno è stata costruita una moschea; inoltre, esso ha intrattenuto relazioni simbiotiche, economiche e religiose con la popolazione araba di Sinai.
Anche la “Terra santa” in Egitto mostra dunque affinità e interpenetrazione di discorsi religiosi diversi. Nel 1483 il domenicano Felix Fabri testimonia di un albero molto vecchio il quale si pensava aveva offerto ombra e riposo alla Vergine e Gesù; oggi tale “monumento” naturale è venerato sia da cristiani sia da musulmani. Un suo contemporaneo Joos Van Ghistele, un grande commerciante fiammingo, traversò l'Egitto tra il 1481 e il 1485 e visitò un villaggio alle rive del Nilo in cui c'era una chiesa consacrata a San Giorgio venerato anch'egli da musulmani e cristiani. Egli, come Sant'Elia e la loro comune transfigurazione musulmana in Khadir, può essere considerato il filo conduttore tra i diversi culti poiché entrambi vi attribuiscono forti poteri terapeutici e ne divengono devoti in seguito a inspiegabili guarigioni.
A Matariyeh, una delle più importanti tappe del soggiorno egiziano della Sacra Famiglia e centro di pellegrinaggi, esiste un albero che fedeli di entrambe le confessioni credono dotato di forti effetti miracolosi. In questo luogo ritenuto sacro sono stati costruiti edifici religiosi, sia moschee sia cappelle cristiane e copte non mancando di generare tensioni e conflitti, senza tuttavia arrivare a interrompere la stretta commistione di cristiani e musulmani intorno al sito. Negli ultimi anni si sta assistendo ad una revitalizzazione del ciclo della Sacra Famiglia in Egitto attraverso una forte messa in scena dell'Egitto cristiano al fine anche di promuovere turismo religioso. 
A Zaytun, un quartiere alla periferia del Cairo, la Vergine è apparsa il 2 aprile 1968 e i primi ad avvertire la presenza celestiale furono donne musulmane che si trovavano in prossimità. Altre apparizioni si verificarono a Shubra negli anni ‘80 e nella chiesa Saint-Marc d'Assiut nel 2000-2001; tutti siti che, nel tempo, sono divenuti centri di pellegrinaggio da parte di fedeli musulmani e cristiani.

## Influenza dell'Hajj in Africa occidentale
Il pellegrinaggio può assolvere varie funzioni contemporaneamente: può soddisfare un desiderio personale, un bisogno pratico o una ricerca spirituale e, nello stesso tempo, può rinsaldare l'integrazione sociale e servire come centro di diffusione culturale. Un forte impatto sull'Africa occidentale, regione remota del mondo musulmano, lo ebbe il pellegrinaggio alla Mecca. I pellegrini alla Mecca erano il principale condotto attraverso cui influenze arabo-musulmane raggiungevano l'Africa dell'ovest. 
L'Hajj è musulmana, ma esisteva in tempi pre-islamici. In seguito, il profeta Maometto, nel VI secolo d.C., se ne è appropriato conferendovi significati simbolici nuovi ed esclusivi all'islam in contrapposizione alle religioni politeiste precedenti. Attraverso tale pellegrinaggio, caricato ormai di caratteri esclusivamente musulmani, i fedeli potevano elevare il proprio prestigio sociale rafforzando il proprio sentimento di appartenenza alla ummah, comunità islamica.
Tale culto nell'Africa occidentale inizialmente era praticato solo da gruppi elitari e nobili in grado di recarsi alla Mecca e venire a contatto con commercianti arabi e berberi e influenzare poi, al loro ritorno, il resto della società di appartenenza avvicinandola sempre più al mondo arabo-musulmano.
Eccetto per questi facoltosi fedeli, non c'erano grandi contatti tra i centri dell'islam in Egitto, Arabia e Medio Oriente con i territori dell'Africa occidentale isolata da un mare di sabbia. Tuttavia, i facoltosi e nobili pellegrini africani che si recavano alla Mecca divennero veicoli di trasmissione e insegnamento dell'ethos islamico e, grazie alla loro posizione di potere e prestigio nelle società africane occidentali, essi furono in grado di istituire ben presto riforme religiose. L'islam, comunque, non divenne subito la religione delle masse e il suo carattere “clericale” ed elitario permase per altri secoli.
Nel XIII e XIV secolo i centri musulmani più attivi in Africa erano il Ghana e il Mali: tra i governatori malesi che si sono avvicinati all'islam in modo più eclatante spiccano le personalità di Baramandana e Mansa Musa. Quest'ultimo si recò alla Mecca nel 1324 con una carovana di seimila schiavi, servi e accompagnatori e al suo ritorno, portò con sé altrettanti poeti, mercanti e avventurieri arabi. Altri due re malesi effettuarono l'Hajj influenzando notevolmente la società da loro governata, ossia Mansa Ule, il quale regnò dal 1260 al 1270 e Sakura, dal 1290 al 1300, assassinato al suo ritorno dall'Arabia. 
Il grande pellegrinaggio islamico prese piede in Africa occidentale nel regno di Songhay, dal 1493 al 1591; uno dei suoi re, Ashiya Mohammed, quando si recò alla Mecca, fece costruire alloggi, centri di accoglienza e ristoro per il pellegrini e viandanti al fine di favorire il loro viaggio spirituale. Oltre al Mali, Ghana e Songhay, anche l'area di Kanem-Bornu, oggi zona intorno al lago del Ciad, divenne un fervido centro spirituale pullulante di pellegrini in partenza per la Mecca; in particolare, viene ricordato il Mai (re) Dunama B. Umme, il quale tra il 1098 e 1150 intraprese il viaggio verso l'Arabia ben due volte, morendo durante il percorso nel suo terzo Hajj. 
L'era della Jihād, iniziata intorno alla fine del XVIII secolo, segnò un considerevole cambiamento nella natura e forma dell'islam in Africa occidentale dando il via al moderno periodo islamico caratterizzato da un forte revival religioso. Le conseguenze furono l'imposizione dell'islam ai nativi, caso emblematico ne è il Sudan, non solo appartenenti alle fasce più alte della società, ma a ogni livello, gettando le basi di una nuova religione di massa che si sarebbe consolidata nei secoli. In questo periodo, l'Hajj fu in un certo senso soppiantata dalla Jihād,  in quanto molti sufi predicavano che agli occhi di dio colui che partecipava alla guerra santa era come se effettuasse un pellegrinaggio interiore, senza bisogno che lo compisse realmente, poiché si prodigava comunque a combattere l'infedeltà e a diffondere l'islam.
Il pellegrinaggio, tuttavia, non sparì, al contrario lungo le antiche strade di avventurieri e carovanieri, molti pellegrini provenienti da varie parti dell'Africa occidentale continuavano a percorrere l'Hajj, supportati anche da un clima intellettuale che fiorì e si espanse agli inizi del XIX secolo nella Guinea e in Costa d'Avorio, in particolare nella città di Dyula.
Il pellegrinaggio alla Mecca trovò una grande ripresa nel periodo del colonialismo europeo: esso rifiorì poiché forniva ai coloni un modo per opporsi alle missioni cattoliche e garantirsi un'“identità” sociale e religiosa diversa dalla “primitività” selvaggia che gli invasori volevano loro attribuire. Come si è visto l'Hajj e, in particolare la fede ad esso legato, nei secoli ha assunto varie valenze e connotazioni, ha adempito a varie funzioni. In questo caso, la sua rievocazione sembra sia servita ai nativi africani ad innalzare lo status dei suoi adepti fornendo una forma di netta distinzione dai bianchi cattolici e “incollandosi” un'”identità” religiosa in quel momento utile per dissociarsi dai caratteri di arretratezza e primitività che i coloni attribuivano loro.

## Hillulah, pellegrinaggio transnazionale ebraico in Marocco
Nel 1986, il Concilio della Comunità Ebraica in Marocco (CJCM) iniziò ad organizzare un pellegrinaggio ebraico “nazionale” al santuario di Rabbi Yahia Lackadar. Tale evento corrispose con il Festival ebraico celebrato in primavera conosciuto come Lag b'Omer in memoria della morte di Rabbi Shimon Bar Yohai. 
Interessante è che il Concilio effettuò una vera e propria promozione turistica e pubblicitaria mandando a marocchini ebrei emigrati in Francia, Israele, Canada e altre parti del mondo, brochure simili a quelle realizzate dalle agenzie turistiche con tanto di immagini evocative raffiguranti un Marocco lontano e meraviglioso. 
Tale operazione promuoveva il pellegrinaggio, detto Hillulah, alla tomba del rabbino come attrazione transnazionale in grado di far convergere masse di fedeli dall'oltremare e far confluire e rimpatriare nella terra d'origine soldi e risorse. In questa iniziativa si faceva leva, attraverso le pittoresche immagini del Marocco e dei suoi luoghi sacri, a quel potente senso si appartenenza immaginaria della rete transnazionale di famiglie ebree emigrate alla comunità d'origine e a un forte sentimento di nostalgia spesso sognata ma mai provata realmente poiché molte famiglie a cui era indirizzata l'operazione era già emigrata di seconda e terza generazione.
Oggi il pellegrinaggio al santuario marocchino è divenuto un vero fenomeno translocale in grado di far confluire masse di fedeli/turisti dall'estero e la crescita della comunità ebraica marocchina fuori dal Marocco è notevole soprattutto durante l'anniversario della morte del Saddiq, santo, creando spazi spesso di sincretismo tra ebrei e musulmani. 

## Touba in Senegal
Touba è una città nel centro del Senegal considerata sacra per i Muridi. Qui è sepolto Seex Aamadu Bàmba Mbàkke (1853-1927), il fondatore del muridismo, una confraternita religiosa islamica. Vicino alla sua tomba giace un'imponente moschea, meta di molti pellegrinaggi, terminata nel 1963. Seex Aamadu Bàmba Mbàkke fondò il villaggio di Touba nel 1887 dopo che ebbe una sorta di rivelazione: sotto un grande albero, in un momento di trascendenza e meditazione, sperimentò la visione cosmica della luce. In arabo tuba significa felicità, gioia, beatitudine ed il suo nome, nel semplice atto di pronunciarlo, evoca un senso di pace e grazia raggiungibili nell'aldilà. Nella tradizione islamica tuba è il nome dell'albero del Paradiso, dalle enormi proporzioni come viene descritto nel Corano. Per i Sufi il termine evoca l'aspirazione verso la perfezione spirituale. Oggi Touba è divenuta "la Mecca" dei muridi.
Seex Aamadu Bàmba Mbàkke fu molto di più di un maestro spirituale, infatti aveva anche una missione sociale da portare avanti, quella di restituire la libertà ai popoli africani sottomessi dai colonialisti e riportarli sulla retta via dell'islam. La sua predicazione richiamò molti fedeli suscitando sospetto nelle autorità francesi le quali finirono per mandarlo in esilio prima in Gabon, poi in Mauritania. Touba divenne presto meta di pellegrinaggi annuali chiamati "Grand Magal" che attraevano uno o due milioni di persone da tutto il Senegal e, oggi, anche da ogni parte del mondo. Altri pellegrinaggi minori vengono effettuati durante l'anno, infatti per i Muridi, Touba è un luogo santo, considerato protetto dalla corruzione del mondo occidentale moderno. Nella città vigono molti divieti come quello di consumare alcool o tabacco. 
In arabo "murid" significa aspirante, novizio e, per meglio distinguersi dagli altri fedeli, gli adepti hanno modificato le preghiere, articolandole su toni che simulano trance e crisi estatiche. Durante le celebrazioni e i pellegrinaggi, i muridi conferiscono una grande importanza al canto. In alcune zone è proibito (Siria), in altre è elemento di culto (Iraq). I pellegrinaggi sono momenti di grande festa con periodicità frequente, almeno annuale e non c'è murid che non lo effettui, anche perché si tratta di occasioni di raccolte straordinarie di fondi per le comunità.
Dal punto di vista economico e amministrativo la città è autonoma con speciale statuto e tutto è amministrato in modo indipendente rispetto al resto della nazione, compresa l'educazione, la salute, i mercati, le terre.
Nel cuore del luogo c'è una delle più grandi Moschee africane, negli anni ampliata e decorata. La Moschea ha cinque minareti e tre costruzioni tra cui una accoglie la tomba del maestro.

## La Tomba di Askia in Mali
Nella Tomba di Askia, in Gao, in Mali, si pensa sia sepolto Askia Mohammed I, il primo imperatore del regno di Songhay. Egli si convertì all'islam e compì il pellegrinaggio alla Mecca, da cui tornò nel 1495. Quando tornò dal viaggio portò con sé del materiale che sarebbe servito a costruire poi la sua tomba, ossia fango e legna provenienti dalla Mecca e si narra che la sua carovana era trasportata da mille cammelli. La tomba fu sin dall'inizio strutturata come una casa, costituita da molte camere e passaggi.  
Costruita alla fine del XV secolo, è un raffinato esempio della tradizione architettonica dell'Africa occidentale. Il complesso include una tomba piramidale, due Moschee, un cimitero e una sorta di rudimentale anfiteatro. Essa rappresenta uno dei più importanti monumenti islamici pre-coloniali nella regione. Negli anni Novanta la Moschea è stata abbellita e ampliata per accogliere i fedeli che vi giungevano sempre più numerosi. Oggi, oltre ad essere un'importante meta di pellegrinaggio, rappresenta anche un centro culturale islamico molto attivo.